# Смрт на Нилу (филм из 1978)
Смрт на Нилу (енгл. Death on the Nile) је амерички мистеријски филм из 1978. године, екранизација истоименог криминалистичког романа британске списатељице Агате Кристи. Снимљен је у Египту, чији су бројни културноисторијски споменици приказани у филму (Абу Симбел, Карнак, Сфинга...). Филм је освојио Оскара за најбољи костим.

## Улоге
| Глумац              | Улога            |
| ------------------- | ---------------- |
| Питер Јустинов      | Херкул Поаро     |
| Лоис Чајлс          | Линет Риџвеј     |
| Мија Фароу          | Жаклин           |
| Сајмон Макоркиндејл | Сајмон Дојл      |
| Бети Дејвис         | госпођа Шилер    |
| Меги Смит           | госпођица Бауерс |
| Џејн Биркин         | Луиз Бурже       |
| Џон Финч            | Џејмс Фергусон   |
| Оливија Хаси        | Розали           |
| Анџела Ленсбери     | Саломе Отерборн  |
| Дејвид Нивен        | поручник Рејс    |
| Џорџ Кенеди         | Ендру Пенингтон  |